# Ohniváček rdesnový
Ohniváček rdesnový (Lycaena helle) je druh motýla z čeledi modráskovití.
Žije lokálně přes Pyreneje do severního Norska a Belgie do Střední Asie. V Evropě se vyskytuje pouze na několika lokalitách. V Česku a na Slovensku je považován za vyhynulého.
Je to velmi ohrožený evropský druh motýla. Ve Střední Evropě obývá biotopy se zvýšeným výskytem rostliny hadí kořen větší (Bistorta major) a to zejména slatiny a močálové louky. Je úzce vázán na svůj biotop. 

## Popis
Ohniváček rdesnový je malý motýl s rozpětím křídel asi 25–28 mm. Je to dvougenerační druh.
Samice se liší především fialovými skvrnami na spodním lemu spodních křídel. Na rubu je stejná jako samec. Samec je teritoriální a agresivní.

## Poddruhy
U druhu ohniváček rdesnový rozlišujeme dva poddruhy:
- Lycaena helle helle (Denis & Schiffermüller, 1775)
- Lycaena helle phintonis (Fruhstorfer, 1910)